# 奧伯恩多夫 (下薩克森州)
奧伯恩多夫是德国下萨克森州的一个市镇。总面积32.71平方公里，总人口1404人，其中男性695人，女性709人（2011年12月31日），人口密度43人/平方公里。